# Ванбилсен, Кеннет
Кеннет Ванбилсен (нидерл. Kenneth Vanbilsen); (род. 1 июня 1990, Херк-де-Стад, Фламандский регион) — бельгийский профессиональный шоссейный велогонщик, выступающий за команду мирового тура «Cofidis».

## Достижения
2008
7-й Париж — Рубе (юниоры)
2010
2-й Гран-при Аффлигема
3-й Zuidkempense Pijl
2011
1-й — Этапы 2 и 5 Ronde van Vlaams-Brabant
3-й Flèche Ardennaise
9-й Гран-при Ефа Схеренса
2012
1-й Тур Фландрии U23
2-й Circuit de Wallonie
3-й ЗЛМ Тур
7-й Мемориал Рика Ван Стенбергена
7-й Тур Лимбурга
7-й Гент - Вевельгем U-23
8-й Чемпионат мира — Групповая гонка U23
10-й Натионале Слёйтингспрейс
2013
1-й  — Горная классификация Тур Фьордов
2-й Международный велотрофей Йонга Мар Мудига
3-й Дрёйвенкурс Оверейсе
7-й Тур де Еврометрополь — Генеральная классификация
8-й Гойксе Пейл
9-й Венендал — Венендал Классик
2014
1-й Гран-при Марсельезы
1-й  — Бойцовская классификация Энеко Тур
2-й Классик Луар-Атлантик
2-й Stadsprijs Geraardsbergen
5-й Гран-при Ефа Схеренса
6-й Grand Prix de la Somme
10-й Тур Пикардии — Генеральная классификация
10-й Тур Лимбурга
2015
2-й Гран-при Марсельезы
9-й ЗЛМ Тур — Генеральная классификация
 Приз самому агрессивному гонщику — Этап 10 Тур де Франс
2016
4-й Классик Луар-Атлантик
2017
1-й  — Бойцовская классификация Тур Бельгии
8-й Polynormande
8-й Дварс дор хет Хагеланд
2019
1-й Дварс дор хет Хагеланд

## Статистика выступлений

### Гранд-туры
| Гранд-тур       | 2015 | 2016 | 2017 | 2018 | 2019 |
| --------------- | ---- | ---- | ---- | ---- | ---- |
| Джиро д’Италия  | —    | —    | —    | —    | —    |
| Тур де Франс    | 158  | —    | —    | —    | —    |
| Вуэльта Испании | —    | НФ   | 146  | 137  | —    |

| —  | Не участвовал  |
| НФ | Не финишировал |